# Vacancia por incapacidad moral permanente
La vacancia por declaración de permanente incapacidad moral de la Presidencia de la República del Perú es uno de los supuestos de vacancia de la Jefatura del Estado contemplados en el artículo n.º 113 inciso 2) de la Constitución Política del Perú de 1993, cuyo origen se remonta a la Constitución de 1839.
Debido a la amplia interpretación de la Constitución peruana, el Congreso de Perú puede destituir al presidente por el motivo vago de «incapacidad moral».En la práctica, usándose este proceso como control político sin causa justificada —algo sin precedentes en sistemas presidenciales— del legislativo al ejecutivo, haciendo al poder legislativo más poderoso que el ejecutivo.
El proceso es diferente de un juicio político (contemplado en el artículo n.º 99 de la Constitución sólo para los delitos establecidos en el artículo n.º 117), ya que se produce a partir de una declaración del Congreso de la República, que, de ser aprobada, crea un vacío de poder, por lo que procede la sucesión legal.

Artículo n.º 117, sobre la inmunidad presidencial:
«El Presidente de la República sólo puede ser acusado, durante su período, por traición a la patria; por impedir las elecciones presidenciales, parlamentarias, regionales o municipales; por disolver el Congreso, salvo en los casos previstos en el artículo 134 de la Constitución, y por impedir su reunión o funcionamiento, o los del Jurado Nacional de Elecciones y otros organismos del sistema electoral».
Constitución Política del Perú.

En febrero de 2023, se mantuvo en el inciso 3 del artículo 113 de la Constitución, en medio de debatirse su eliminación, por lo que sigue siendo una causal de vacancia.

## Procedimiento
La declaratoria de la incapacidad moral permanente del Presidente, corresponde al Congreso de la República, para lo cual se realiza el siguiente procedimiento establecido en el Reglamento del Congreso:

«Artículo 89-A. El procedimiento para el pedido de vacancia de la Presidencia de la República, por la causal prevista en el inciso 2) del artículo 113 de la Constitución, se desarrolla de acuerdo con las siguientes reglas: 
 
a) El pedido de vacancia se formula mediante moción de orden del día, firmada por no menos del veinte por ciento del número legal de Congresistas, precisándose los fundamentos de hecho y de derecho en que se sustenta, así como de los documentos que lo acrediten o, en su defecto, la indicación del lugar donde dichos documentos se encuentren. Tiene preferencia en el Orden del Día y es vista antes que cualquier otra moción pendiente en la agenda. Recibido el pedido, copia del mismo se remite, a la mayor brevedad, al Presidente de la República. 
b) Para la admisión del pedido de vacancia se requiere el voto de por lo menos el cuarenta por ciento de Congresistas hábiles. La votación se efectúa indefectiblemente en la siguiente sesión a aquella en que se dio cuenta de la moción. 
c) El Pleno del Congreso acuerda día y hora para el debate y votación del pedido de vacancia, sesión que no puede realizarse antes del tercer día siguiente a la votación de la admisión del pedido ni después del décimo, salvo que cuatro quintas partes del número legal de Congresistas acuerden un plazo menor o su debate y votación inmediata. Si fuera necesario se cita, para este efecto, a una sesión especial. El Presidente de la República cuya vacancia es materia del pedido puede ejercer personalmente su derecho de defensa o ser asistido por letrado, hasta por sesenta minutos. 
d) El acuerdo que declara la vacancia de la Presidencia de la República, por la causal prevista en el inciso 2) del artículo 113 de la Constitución, requiere una votación calificada no menor a los 2/3 del número legal de miembros del Congreso y consta en Resolución del Congreso. 
e) La resolución que declara la vacancia se publica en el diario oficial dentro de las veinticuatro horas siguientes al de la recepción de la transmisión remitida por el Congreso. En su defecto, el Presidente del Congreso ordena que se publique en uno de los diarios de mayor circulación nacional, sin perjuicio de las responsabilidades a que hubiere lugar. 
 
f) La resolución que declara la vacancia rige desde que se comunica al vacado, al Presidente del Consejo de Ministros o se efectúa su publicación, lo que ocurra primero.».
Reglamento del Congreso.

Cabe mencionar que hasta el año 2004 no existía un procedimiento que estableciera claramente el modo de aplicación del artículo constitucional correspondiente, lo que se presumía como aceptable la mitad de congresistas más un voto. En la Sentencia del Tribunal Constitucional N.º 0006-2003-AI/TC, se fijó como criterio que la destitución del presidente de la república sólo debería ser aprobada con una votación calificada de cuando menos los dos tercios del número legal de congresistas, exhortando al Congreso a legislar sobre la materia a fin de llenar el vacío legal hasta entonces existente. En atención a ello, mediante Resolución Legislativa del Congreso N.º 030-2003-CR se introdujo en el Reglamento del Congreso el artículo 89-A.

## Usos
| Fecha                    | Foto                                                              | Presidente             | Resultado | Detalles |
| ------------------------ | ----------------------------------------------------------------- | ---------------------- | --- | --- |
| 23 de junio de 1823      |                                                                   | José de la Riva-Agüero | Vacancia presidencial | En junio, 38 de 69 diputados se reunieron y con 27 votos a favor se aprobó la «exoneración del mando supremo». Se alegó que las derrotas sufridas en los combates de los últimos meses demostraban que Riva Agüero no era apto para dirigir al país. |
| 4 de febrero de 1914     |                                                                   | Guillermo Billinghurst | Vacancia presidencial | Desde fines de 1913, Billinghurst planificó la disolución del Congreso; de manera paralela, los parlamentarios acordaron declarar la incapacidad moral para regir los destinos del Perú en un manifiesto a la nación. Sin embargo, el golpe de Estado de Óscar Benavides removió a Billinghurst del poder, tras lo cual el Congreso publicó el manifiesto declarando la vacancia y aceptó la formación de una Junta de Gobierno.                    |
| 9 de abril de 1992       |                                                                   | Alberto Fujimori       | Vacancia presidencial no reconocida por las Fuerzas Armadas. | Tras el autogolpe de Estado del 5 de abril de 1992, el 9 de abril de 1992, el Congreso inconstitucionalmente disuelto por Fujimori se reunió en casa de la diputada por el Partido Popular Cristiano Lourdes Flores Nano (99 diputados y 36 senadores) y declaró la incapacidad moral permanente de Fujimori y con ello la vacancia de la Presidencia de la República. Las FF. AA. no reconocieron la vacancia (véase Plan Verde § Implementación). |
| 21 de noviembre de 2000  | Vacancia presidencial                                             | Alberto Fujimori       | El 14 de septiembre del 2000 se difundió un video en el que se veía a Vladimiro Montesinos sobornar a miembros de otros partidos para que apoyen a Fujimori. Dos días después, y tras la aparición de nuevos videos, Alberto Fujimori convocó a elecciones parlamentarias y presidenciales en las que él no participaría. El 19 de noviembre, Fujimori renunció a su cargo vía fax desde Japón. Sin embargo, el 21 de noviembre, el Congreso no le aceptó la renuncia y procedió a vacarlo por incapacidad moral. Fue apoyado por el abogado Martín Belaúnde. | |
| 21 de diciembre de 2017  |                                                                   | Pedro Pablo Kuczynski  | No se declara la vacancia presidencial | Sospechas de actos de corrupción presuntamente cometidos por Kuczynski cuando fue ministro (2004-2006) |
| 22 de marzo de 2018      | Antes de votarse la vacancia presidencial, el presidente renuncia | Pedro Pablo Kuczynski  | Tras el escándalo de los Mamanivideos el presidente Kuczynski renunció a la presidencia de la república antes de que el Congreso procediera con la votación de la vacancia presidencial. | |
| 18 de septiembre de 2020 |                                                                   | Martín Vizcarra        | No se declara la vacancia presidencial | Haber faltado a la verdad y obstruido las investigaciones en sede congresal y penal. |
| 9 de noviembre de 2020   | Vacancia presidencial                                             | Martín Vizcarra        | La moción argumentaba que Vizcarra «de manera reiterada y permanente ha faltado a la verdad al país» sobre presuntos actos de corrupción cometidos cuando era gobernador regional de Moquegua. | |
| 25 de noviembre de 2021  |                                                                   | Pedro Castillo         | No procede la admisión a debate de la vacancia presidencial | Por nombrar personajes cuestionados y estar involucrado en hechos de corrupción, argumenta la vacancia. |
| 8 de marzo de 2022       | No se declara la vacancia presidencial                            | Pedro Castillo         | Por las contradicciones y presuntas mentiras en investigaciones fiscales, como los presuntos ascensos irregulares en las Fuerzas Armadas y la adjudicación de la obra Puente Tarata a una empresa vinculada a la lobista Karelim López. | |
| 7 de diciembre de 2022   | Vacancia presidencial                                             | Pedro Castillo         | Por los indicios de corrupción y las carpetas fiscales que lo acusan de ser líder de una organización criminal, tráfico de influencias y colusión. Adicionalmente, tan solo horas antes de que Castillo debiera acudir al Congreso para su defensa, anunció ilegalmente una disolución del Congreso y otras medidas anticonstitucionales; acción que ocasionó que el Congreso votara a favor de la vacancia. Finalmente Castillo fue detenido por el intento de quebrantar el orden constitucional. | |
| 4 de abril de 2023       |                                                                   | Dina Boluarte          | No procede la admisión a debate de la vacancia presidencial | Por el manejo de la crisis política tras su toma de mando. Las bancadas de izquierda argumentaban en la moción que Boluarte era la responsable de los fallecimientos causados en las manifestaciones en contra de su gobierno. |
| 12 de octubre de 2023    | Se archiva el proceso de vacancia presidencial                    | Dina Boluarte          | Un grupo de 26 congresistas de izquierda e izquierda extrema presentó la moción de vacancia por supuestamente "haber dejado el territorio nacional inconstitucionalmente e infringiendo el segundo párrafo del artículo 115° de la Constitución Política del Perú." Sin embargo, tan solo seis días después de haber presentado la moción, tres congresistas retiraron sus firmas, por lo cual esta quedó archivada. | |
| 30 de marzo de 2024      | No procede la admisión a debate de la vacancia presidencial       | Dina Boluarte          | Las bancadas izquierdistas Perú Libre y partidos afines iniciaron recolecciones de firmas para presentar hasta tres mociones de vacancia presidenciales por "incapacidad moral permanente" contra la presidenta Dina Boluarte por el "Caso Rolex", ya que consideraron que la presidenta no había demostrado transparencia sobre el origen y el procedimiento de adquisición de su reloj Rolex, cuyo precio supera los US$ 18,000. A pesar de lograr reunir las firmas requeridas y presentar el documento ante la Oficialía Mayor del Parlamento, en un hemiciclo casi vacío, el pleno del Congreso de Perú rechazó todas las mociones en contra de la presidenta. | |
| 30 de marzo de 2024      | No procede la admisión a debate de la vacancia presidencial       | Dina Boluarte          | Las bancadas izquierdistas Perú Libre y partidos afines iniciaron recolecciones de firmas para presentar hasta tres mociones de vacancia presidenciales por "incapacidad moral permanente" contra la presidenta Dina Boluarte por el "Caso Rolex", ya que consideraron que la presidenta no había demostrado transparencia sobre el origen y el procedimiento de adquisición de su reloj Rolex, cuyo precio supera los US$ 18,000. A pesar de lograr reunir las firmas requeridas y presentar el documento ante la Oficialía Mayor del Parlamento, en un hemiciclo casi vacío, el pleno del Congreso de Perú rechazó todas las mociones en contra de la presidenta. | |
| 30 de marzo de 2024      | No procede la admisión a debate de la vacancia presidencial       | Dina Boluarte          | Las bancadas izquierdistas Perú Libre y partidos afines iniciaron recolecciones de firmas para presentar hasta tres mociones de vacancia presidenciales por "incapacidad moral permanente" contra la presidenta Dina Boluarte por el "Caso Rolex", ya que consideraron que la presidenta no había demostrado transparencia sobre el origen y el procedimiento de adquisición de su reloj Rolex, cuyo precio supera los US$ 18,000. A pesar de lograr reunir las firmas requeridas y presentar el documento ante la Oficialía Mayor del Parlamento, en un hemiciclo casi vacío, el pleno del Congreso de Perú rechazó todas las mociones en contra de la presidenta. | |